# Pinguicula planifolia
Pinguicula planifolia este o specie de plante carnivore din genul Pinguicula, familia Lentibulariaceae, ordinul Lamiales, descrisă de Alvin Wentworth Chapman. Conform Catalogue of Life specia Pinguicula planifolia nu are subspecii cunoscute.